# 国鉄セ50形貨車
国鉄セ50形貨車（こくてつセ50がたかしゃ）は、かつて日本国有鉄道（国鉄）およびその前身である鉄道省等に在籍した10 t 積の石炭車である。

## 概要
1928年（昭和3年）5月の車両称号規程改正によりテタ3000形、テタ3250形、テタ3400形の3形式合計519両がセ50形（セ50 - セ568）1形式にまとめられた上で形式名変更された。
全車がブレーキを装備していないため1935年（昭和10年）度より1936年（昭和11年）度にかけて393両の車両に対して側ブレーキの取り付けが行われた。
1944年（昭和19年）5月1日に西日本鉄道が戦時体制により国有化され、糟屋線（現在の香椎線）と宇美線（現在の勝田線）にて運用されていた車両167両（セ100形、セ150形、セ200形、セ250形、セ300形、セ350形、セ400形）が本形式（セ569 - セ735）へ編入された。以上合計686両のセ50形貨車が運用された。ただし西日本鉄道が国有化された時点ではすでに多くの車両が廃車になっており686両が同時に運用されることはなく、全車が門司鉄道局へ配属された。 
車体塗色は黒一色であり、寸法関係は全長は5,195 mm - 5,684 mm、全幅は2,041 mm - 2,248 mm、全高は2,616 mm - 2,651 mm、自重は5.5 t - 6.4 t、換算両数は積車1.7、空車0.6であった。
戦後の1947年（昭和22年）5月に「貨車特別廃車」の対象形式に指定され、1952年（昭和27年）に形式消滅となった。

### 車番履歴
| セ50形        | 旧形式名   | 形式番号                                                   | 備考                                      |
| ------------- | ---------- | ---------------------------------------------------------- | ----------------------------------------- |
| セ50 - セ298  | テタ3000形 | テタ3000 - テタ3249                                        | 筑豊鉄道工場製                            |
| セ299 - セ373 | テタ3250形 | テタ3250 - テタ3399                                        | ラムツムエンドレピーヤ製                  |
| セ374 - セ568 | テタ3400形 | テタ3400 - テタ3599                                        | 鉄道車両製                                |
| セ569 - セ578 | セ100形    | セ100 - セ109                                              | 旧糟屋線車両                              |
| セ579 - セ610 | セ150形    | セ150 - セ181                                              | 旧糟屋線車両                              |
| セ611 - セ628 | セ200形    | セ200 - セ201、セ203 - セ212、セ214 - セ219                | 旧糟屋線車両                              |
| セ629 - セ658 | セ250形    | セ250 - セ279                                              | 旧糟屋線車両                              |
| セ659 - セ685 | セ300形    | セ300 - セ310、セ312 - セ323、セ326 - セ329                | 旧糟屋線車両                              |
| セ686 - セ691 | セ350形    | セ350 - セ355                                              | 旧糟屋線車両                              |
| セ692 - セ709 | セ400形    | セ402 - セ408、セ410 - セ411、セ413 - セ415、セ417 - セ422 | 旧糟屋線車両                              |
| セ710 - セ735 | セ100形    | セ101 - セ126                                              | 旧宇美線車両 当時糟屋線と接続されていない |

## 譲渡
1945年（昭和20年）2月19日に本形式より5両（セ67、セ254、セ260、セ273、セ314）の車両が定山渓鉄道へ譲渡された。定山渓鉄道での形式名はセ50形（セ51 - セ55）と同名である。